# Sophie Chassée
Sophie Chassée (* 2. Februar 1997 in Neuss) ist eine in Köln lebende Gitarristin, Bassistin, Sängerin und Songwriterin.

## Leben und Wirken
Chassée wuchs in einer musikalischen Familie in Mönchengladbach auf. Sie schloss ein Musikstudium am Institut für Musik an der Hochschule Osnabrück ab. Von 2018 bis 2021 arbeitete sie als Live-Bassistin bei Alli Neumann. Seit 2024 spielt sie als Bassistin bei der Newcomer-Band Blumengarten. 2021 unterschrieb sie bei Acoustic Music Records und es folgte die Veröffentlichung ihres im Jahr zuvor produzierten vierten Studioalbums Lesson Learned, das von Peter Finger produziert wurde. Ihr zuletzt veröffentlichtes fünftes Studioalbum Attachment Theory, das 2024 erschien, entstand unter der Produktion von unter anderem Echo-Preisträger Peter “Jem” Seifert und wurde beim Label ROOF Records veröffentlicht.
Beim deutschen Vorentscheid zum Eurovision Song Contest 2025 Chefsache ESC 2025 - Wer singt für Deutschland? übernahm Chassée die Rolle der zweiten Gitarre der Fernsehband heavytones, die die Show musikalisch begleitete.
Seit 2022 ist Sophie Chassée Live-Bassistin der Band AnnenMayKantereit.

## Diskografie
- Initiation (2012, Eigenverlag)
- New Chapters (2014, Eigenverlag)
- Progress (2016, Eigenverlag)
- Lesson Learned (Acoustic Music Records, 2021)
- Attachment Theory (Roof Records, 2024)